# Tanja Žakelj
Tanja Žakelj (* 15. September 1988 in Kranj, damals Jugoslawien) ist eine slowenische Mountainbikerin, die im Cross-Country aktiv ist. 

## Sportlicher Werdegang
Als Juniorin war Žakelj eine der besten Cross-Country-Fahrerinnen ihres Jahrgangs, 2006 wurde sie sowohl Welt- als auch Europameisterin im Cross-Country XCO der Junioren. Nach dem Wechsel in die U23 konnte sie im zweiten Jahr ihre Leistungen bestätigen als, sie 2008 Weltmeisterin und Vizeeuropameisterin im Cross-Country der U23 wurde.
Ab 2009 im Weltcup startend, hatte Žakelj 2013 und 2014 ihre stärksten Saisons in der Elite. Im Weltcup gewann sie 2013 die Rennen in Nové Město na Moravě und Val di Sole und legte damit den Grundstein für den Gewinn der Gesamtwertung im Cross-Country. 2014 und 2013 wurde sie jeweils Europameisterin in der Elite, bei den Weltmeisterschaften wurde sie 2013 Fünfte und 2014 Vierte. Beide Jahre beendete sie auf Platz 2 der Weltrangliste. In den folgenden Jahren konnte sie international nicht mehr an ihre Leistungen anknüpfen und blieb ohne zählbare Erfolge. 
Tanja Žakelj startete 2012, 2016, 2021 und 2024 bei den Olympischen Sommerspielen im Cross-Country, ihre beste Platzierung war der zehnte Platz 2012 in London. Auf nationaler Ebene gewann Žakelj bis 2024 vierzehn Meistertitel, neben dem XCO auch im MTB-Marathon XCM, Cross-Country Eliminator XCE und Short Track XCC. 

## Erfolge
2005
 Weltmeisterschaften (Junioren) – Cross-Country XCO
2006
- Weltmeisterin (Junioren) – Cross-Country XCO
- Europameisterin (Junioren) – Cross-Country XCO

2007
- Slowenische Meisterin – Cross-Country XCO

2008
- Weltmeisterin (U23) – Cross-Country XCO
- Europameisterschaften (U23) – Cross-Country XCO

2009
- Slowenische Meisterin – Marathon XCM

2010
- Slowenische Meisterin (U23) – Cross-Country XCO
- Europameisterschaften (U23) – Cross-Country XCO

2011
- Europameisterschaften – Cross-Country XCO
- Slowenische Meisterin – Cross-Country XCO

2012
- Slowenische Meisterin – Cross-Country XCO

2013
- Europameisterin – Cross-Country XCO
- zwei Weltcup-Erfolge – Cross-Country XCO
- Weltcup-Gesamtwertung – Cross-Country

2014
- Europameisterin – Cross-Country XCO

2015
- Slowenische Meisterin – Cross-Country XCO

2016
- Slowenische Meisterin – Cross-Country XCO

2017
- Slowenische Meisterin – Cross-Country XCO

2019
- Slowenische Meisterin – Cross-Country XCO

2020
- Slowenische Meisterin – Cross-Country XCO

2021
- Slowenische Meisterin – Cross-Country XCO und Short Track XCC

2022
- Slowenische Meisterin – Cross-Country XCO

2023
- Slowenische Meisterin – Short Track XCC
- Slowenische Meisterin – Eliminator XCE[1]
- Slowenische Meisterin – Cross-Country XCO

2024
- Slowenische Meisterin – Short Track XCC